# Powiat lubomelski
Powiat lubomelski – powiat utworzony 12 grudnia 1920 r. pod Zarządem Terenów Przyfrontowych i Etapowych z części powiatu włodzimierskiego (gminy: Bereźce, Hołowno, Huszcza, Luboml, Pulmo, Szack i Zgorawy). 19 lutego 1921 r. wszedł w skład nowo utworzonego województwa wołyńskiego II Rzeczypospolitej. Jego siedzibą było miasto Luboml. W skład powiatu wchodziło 7 gmin wiejskich, 1 miejska 101 gromad wiejskich (sołectw) i 1 miasto.

## Dane
Powiat lubomelski zajmował północno-zachodnią część województwa wołyńskiego i graniczył: od zachodu z województwem lubelskim, wzdłuż rzeki Bug (powiaty włodawski i chełmski), od północy z województwem poleskim (powiat brzeski), od wschodu z powiatem kowelskim oraz od południa z powiatem włodzimierskim.
Powierzchnia powiatu wynosiła 2.054 km², a ludność 85,5 tys. osób (według spisu z 1931 r.), a więc dawała wskaźnik zamieszkania 42 osoby na 1 km².
Powiat w większości zamieszkany był przez ludność ukraińską liczącą 66,0 tys. osób (72,2%). Drugą narodowością pod względem liczebności byli Polacy w liczbie 12,1 tys. osób (14,2%), pozostali to Żydzi i inne nieliczne grupy narodowościowe.
Według drugiego powszechnego spisu ludności z 1931 roku powiat liczył 85 507 mieszkańców, 10 998 było rzymskokatolickiego wyznania, 107 – unickiego, 65 578 – prawosławnego wyznania, 860 – augsburskiego, 18 – reformowanego, 5 – unijne ewangelickie, 47 osób podało wyznanie ewangelickie bez bliższego określenia, 931 – inne chrześcijańskie, 6 861` – mojżeszowe, 2 – inne niechrześcijańskie, 94 osób nie podało przynależności konfesyjnej.

## Podział administracyjny
Gminy (1933)
- gmina Bereźce
- gmina Hołowno
- gmina Huszcza
- gmina Luboml (miejska)
- gmina Luboml
- gmina Pulmo (siedziba: Pulemiec, następnie gmina Pulemiec)
- gmina Szack
- gmina Zgorany

Miasta
- Luboml

## Starostowie
- Jan Emeryk (od 1923)[3]
- Cezary Wielhorski (od 1923)
- Jerzy Bonkowicz-Sittauer[4]
- Hubert Stempkowski (do 1937)[5]